# Сербо-Слоботка
Сербо-Слоботка (укр. Сербо-Слобідка), село је у сјеверозападном дијелу Житомирске области у Јемиљчинском рејону у Украјини.
Према попису становништва из 2001. године, село је имало 521 људи.
Поштански број је - 11244, а телефон код - 4149. Обухвата површину од 3.177 km².